# Enrique de Lancaster
Enrique de Lancaster (Castillo de Grosmont, 1281-Castillo de Leicester,  22 de septiembre de 1345), siendo el segundo hijo de Edmundo de Inglaterra, conde de Lancaster, y de Blanca de Artois, reina viuda de Navarra.

## Vida
Después de la ejecución de su hermano mayor en 1322, reclama su investidura sobre los condados de Leicester y de Láncaster. El 24 de marzo de 1324 se le otorga la sucesión en el condado de Leicester y poco después en el de Láncaster.
Tras el regreso de la reina Isabel y su amante Roger Mortimer al país (septiembre de 1326), toma partido a favor de ellos y contra el rey Eduardo II, al cual, una vez preso, custodió en el castillo de Kenilworth.
En recompensa a sus servicios, fue designado guardián del nuevo rey Eduardo III y capitán general de las fuerzas inglesas para la campaña contra Escocia.
Alrededor del año 1330, Enrique queda completamente ciego.

### Matrimonio e hijos
El 2 de marzo de 1297 se había casado con Matilde de Chaworth, de la cual tuvo 7 hijos:
- Enrique (* Castillo de Grosmont, 1301 – † Leicester, 24.3.1361), sucesor de su padre en los condados de Láncaster y Leicester, posteriormente fue nombrado primer duque de Láncaster en 1351.
- Blanca (* 1305 – † 1380), casada con Lord Tomás Wake († 1349).
- Matilde (* 1310 – † Abadía de Campsey, 5.5.1377), casada primero con Guillermo de Burgh, conde de Úlster (* 1312 – †1333) y luego con Ralph de Ufford.
- Juana (* 1312 – † 6.2.1345), casada con Lord Juan de Mowbray († 1361).
- Isabel (* 1317 – † 1.2.1347), abadesa de Amesbury.
- Leonor (* Castillo de Grismond, 1318 – † Castillo de Arundel, 11.1.1372), casada primero con Juan, Lord Beaumont (* 1318 – † 1342) y luego con Richard FitzAlan, X conde de Arundel (* 1313 – † 1375).
- María (* 1321 – † 1.9.1362), casada con Lord Enrique Percy (* 1320 – † 1368); su hijo, Enrique Percy, será el 1.er conde de Northumberland.

Enrique pasó los últimos quince años de su vida en el Castillo de Leicester. Allí fundó un hospital para pobres y enfermos en una ampliación del castillo de bailey. Se conoció como Newarke, y Enrique fue enterrado en la capilla del hospital la abadía de Santa María de Newark, cuando murió a los 64 años de edad, el 22 de septiembre de 1345, en Leicester. El rey y la reina asistieron a su funeral.
Su hijo Enrique de Grosmont, primer duque de Lancaster, trasladó los restos de su padre a la Colegiata de la Anunciación de Nuestra Señora de Newarke, que había construido cuando mejoró los cimientos de su padre.

## Escudos de Armas

antes 1322
tras 1322